# 브르타뉴반도

브르타뉴반도

브르타뉴반도(프랑스어: Bretagne)는 프랑스 북서부에 위치한 반도로, 구 프로뱅스(province)이자 역사적 지역이기도 하다. 대서양을 향해 크게 튀어나온 모습을 하고 있다. 북쪽은 영국 해협, 남쪽으로는 비스케이만을 접하고 있다.
브르타뉴는 독자적 문화권을 형성하고 있으며 켈트어파 계열의 언어인 브르타뉴어를 사용한다. 근세 이전까지 단일한 구역으로 묶여 있었던 브르타뉴 지역은 오늘날 피니스테르주, 코트다르모르주, 일에빌렌주, 모르비앙주의 네 개의 르트망으로 나뉘어 있다.

## 어원
프랑스어의 브르타뉴(Bretagne), 브르타뉴어의 브레이스(Breizh), 갈로어의 브르태이뉴(Bertaèyn)는 모두 라틴어 브리타니아에서 나온 말이다. 브리타니아는 기원전 320년 무렵 마르세이유에서 브리튼 제도까지 여행하였던 피테아스가 이 지역을 Πρεττανικη (프레타니케) 또는 Βρεττανίαι (브레타니아이)라고 부른 것에서 연원하였으며, 고대 로마 시기엔 주로 로마의 속주였던 그레이트브리튼섬 남부 지역을 가리키는 말로 쓰였다. 로마인들은 오늘날의 영국과 구분하여 영국 해협 이남의 지역을 가리킬 땐 아르모리카라는 이름을 썼다.
서로마 제국의 멸망 이후 아르모리카라는 이름을 밀어내고 브르타뉴라고 불리게 되었다. 중세 영국의 연대기 작가 몬머스의 제프리는 영국 지역을 브리타니카 메이저, 브르타뉴 지역을 브리타니카 마이너로 구분하기도 하였다.

## 지리

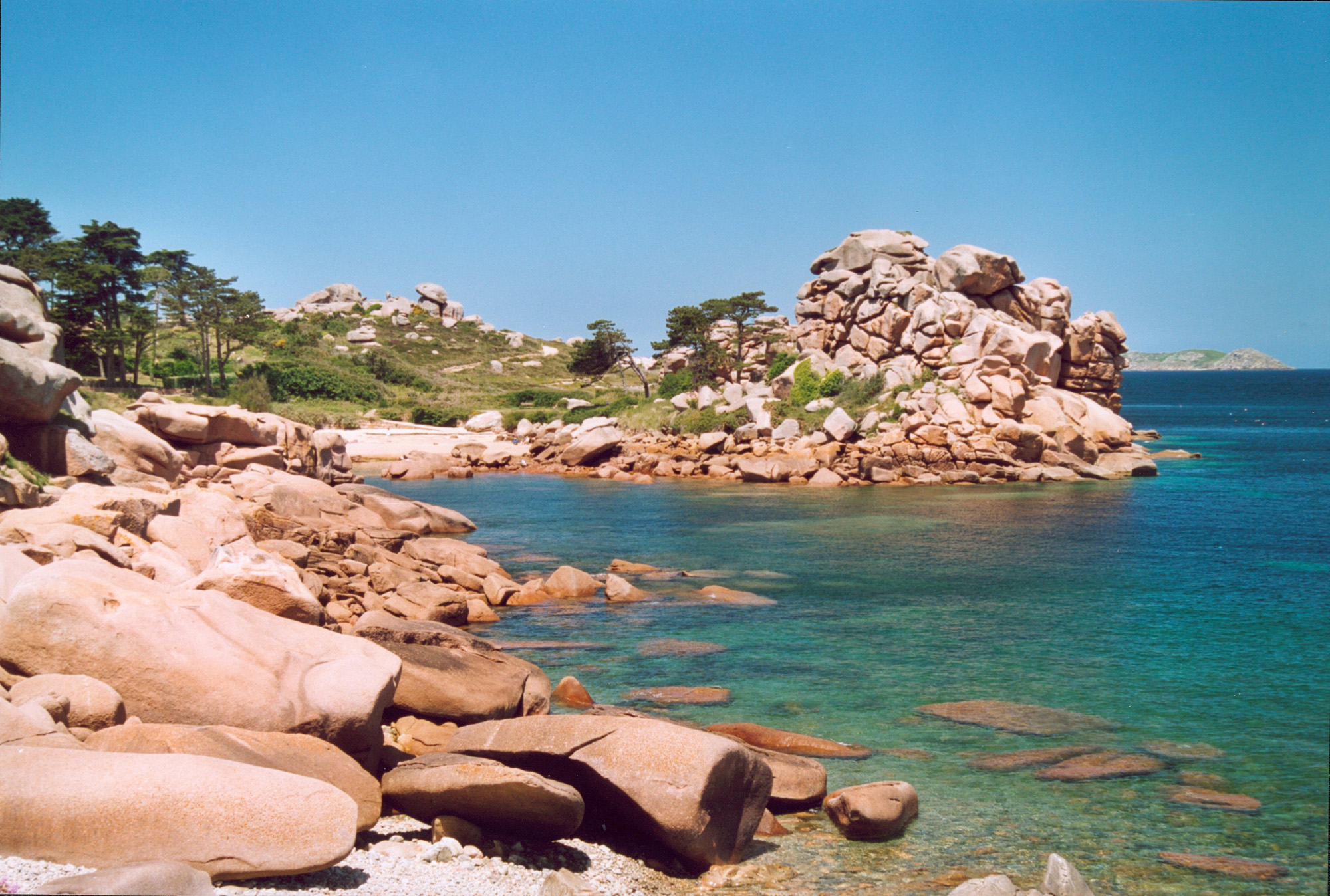
브르타뉴반도의 코테 드 그랑니 로제. 핑크 빛 암석이 드러나 있는 해변이다.

브르타뉴반도는 프랑스의 가장 큰 반도로 대서양을 향해 북서쪽으로 쭉 뻗어 나와있다. 면적은 약 34,030 km2이다. 북쪽으로는 영국 해협이 있고 남쪽으로는 비스케이만이 이어진다. 서쪽 이롸즈해에 웨상섬이 있다.
브르타뉴의 해안선은 많은 곶과 만들이 복잡하게 들고 나 있다. 모르비앙만은 자연적인 항만을 형성한다. 브르타뉴 반도 주변에는 800여 개에 달하는 크고 작은 섬이 있으며 그 가운데 가장 큰 섬은 남부의 베이유일섬이다. 전체 해안선은 약 2,860 km이다.
브르타뉴반도는 매우 오래된 지반인 아르모니카 육괴 위에 놓여져 있어 낮은 구릉들이 많은 지형을 보인다. 아르모니카 육괴는 브르타뉴와 노르망디, 페이드라루아르까지 놓여 있다. 브르타뉴와 노르망디 사이에는 몽생미셸섬으로 유명한 쿠에농강이 흘러 두 지역의 자연적인 경계를 이룬다.
브르타뉴반도는 온대 서안 해양성 기후에 속한다. 여름철 한낮 기온은 30 °C 정도이고, 겨울에도 비교적 온화한 날씨를 보인다.

## 역사

### 선사 시대

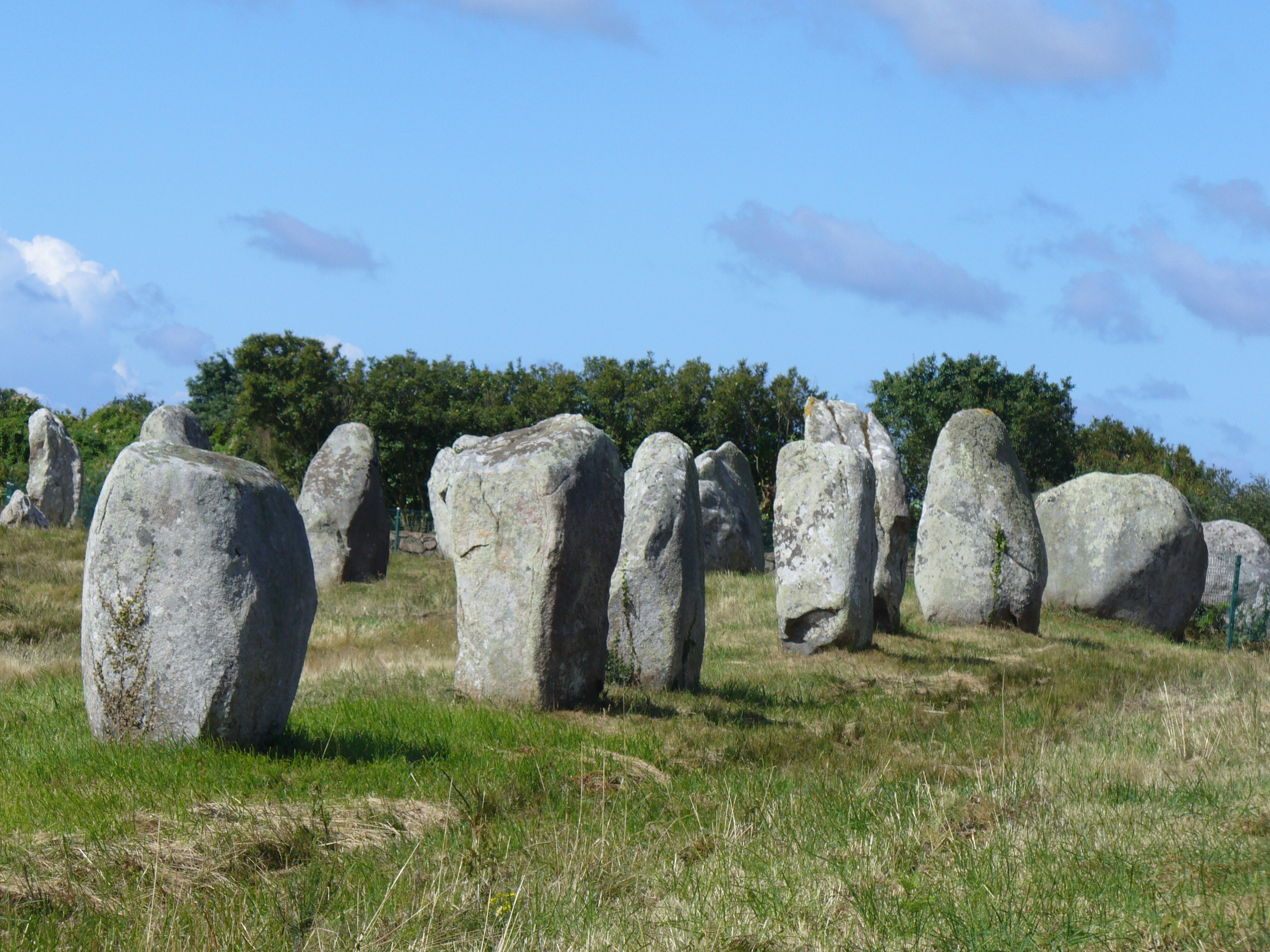
카르나크 열석

브르타뉴반도에는 구석기 시대부터 사람이 살았다. 브르타뉴에 살았던 가장 오래된 인류는 네안데르탈인이다. 이들의 인구 수는 그리 많지 않았으며 서유럽 전역에서 발견되는 네안데르탈인들과 유사한 문화를 지녔지만, "콜롬바니안"이라 불리는 브르타뉴 네안데르탈인 특유의 문화도 있었다.
호모 사피엔스가 브르타뉴반도에 나타난 것은 약 3만 5천년 전의 일이다. 이들은 샤텔페롱 문화와 유사한 석기를 사용하였다.

### 갈리아

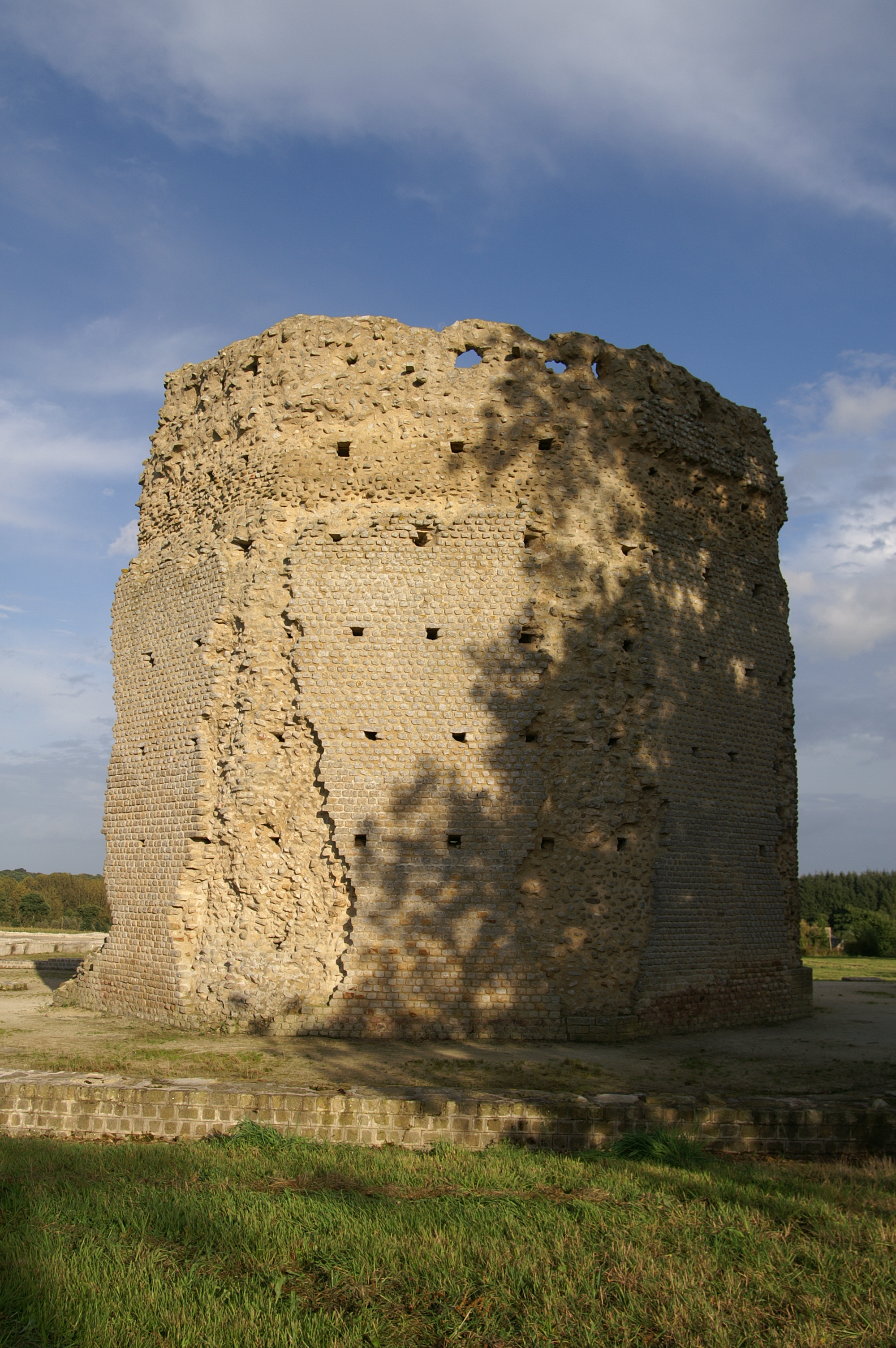
코르즐에 세워진 로마 시대 마르스 신전

원사시대 브르타뉴반도에는 켈트족에 속하는 다섯 부족이 살았다. 이들은 오늘날 도서 켈트어군에 속하는 브리튼 제도의 여러 켈트 부족들과 경제적으로 강하게 연결되어 있었다.
브르타뉴 지역은 기원전 51년 무렵 로마 공화정의 일부로 편입되기 시작하였으며, 기원전 13년 무렵에는 로마의 속주 가운데 하나인 갈리아 루그두넨시스에 속하게 되었다. 이후 켈트족의 도시들은 로마식으로 재건축되었다. 당시의 주요 도시로는 콘다테(렌), 보르지움(카라이-플로게), 다리오리툼(반), 콘데빈쿰(낭트)와 같은 도시들이 있다.
3세기에 들어 브르타뉴는 프랑크족, 알레만니와 같은 게르만족들과 여러 해적들의 공격을 받았다. 이로 인해 지역 경제는 붕괴되고 렌, 낭트, 반과 같은 도시들은 버려지게 되었다.

### 브리튼인
4세기 말 오늘날의 웨일스와 영국 남서 반도에 살던 브리튼인들이 아르모리카로 이주해 왔다. 연원은 불확실하지만 이렇게 모여든 브리튼인과 앙주 지역 유력자들은 코난 메리아독을 중심으로 결집하였다. 5세기에서 6세기에 걸친 앵글로-색슨의 영국 도래는 브리튼 지역에 살던 켈트 부족들을 압박하였고, 상당수의 브리튼인들은 브르타뉴를 비롯한 영국해협 남쪽 지역으로 이주하였다. 840년 무렵 브르타뉴의 노미외는 브르타뉴 공국의 첫 번째 공작이 되었고 프랑크 왕국의 신하가 되었다.

### 중세
중세 시기 브르타뉴반도는 브르타뉴 공국의 영지였다. 브르타뉴 공국은 형식상 프랑스의 신하이자 영토였으나, 실제로는 독립적인 자치를 행사하였다. 브르타뉴 공국은 851년 젱랑 전투를 통해 프랑스에서 독립하여 브르타뉴 왕국이 되기도 하였으나, 942년 루이 4세에게 항복하고 다시 공국이 되었다.
9세기 무렵부터 바이킹이 영국, 노르망디, 브르타뉴 등의 북해 연안을 침공하기 시작하였다. 이로 인해 브르타뉴 공국은 노르망디, 앙주와 같은 동쪽 영토를 잃었다. 바이킹은 브르타뉴 남쪽 보르뉴만 지역에 염전을 만들고 유럽 각국에 소금을 유통하기도 하였다. 노르망디 공국의 윌리엄이 잉글랜드를 침공할 당시 브르타뉴 공국은 노르당디의 동맹군으로 참전하였다.
잉글랜드와 프랑스 사이에 백년전쟁이 벌어지자, 이 여파로 브르타뉴 공국의 계승권을 놓고 전쟁이 일어났다. 잉글랜드의 후원을 받은 몽포르 가와 프랑스 국왕의 후원을 받은 블루아 가 사이의 전쟁에서 몽포르가 승리하였고 이는 백년전쟁의 향방에 큰 영향을 미쳤다. 백년전쟁에서 승리한 프랑스 왕가는 이를 계기로 왕권을 강화하고 중앙집권화를 이루기 시작하였으나, 브르타뉴 공국은 15세기까지 여전히 독립적인 자치를 행사하였다. 브르타뉴 공국은 프랑스 왕가의 중앙집권화에 반대하여 공익 동맹을 결성하기도 하였다.

### 프랑스의 합병
1488년 브르타뉴 공국과 프랑스 왕국 사이에 있었던 광기 전쟁이 끝났다. 이 결과, 브르타뉴 공작 프랑수아 2세는 프랑스 국왕 샤를 8세의 허락 없이는 자신의 딸 안의 혼처를 정할 수 없었다. 1488년 프랑수아 2세가 낙마로 급사하자 안은 브르타뉴 공국의 영주가 되었고, 1490년 신성 로마 제국의 막시밀리안 1세와 혼인하였다. 샤를 8세는 랭을 포위하고 결혼의 취소를 요구하였다. 샤를 8세는 안과 막시밀리안 1세의 결혼을 취소시키고 자신이 안과 결혼하였다. 둘 사이에는 세 아들이 있었으나 모두 어려서 죽었다. 샤를 8세가 후사 없이 죽자 왕위는 루이 12세에게 넘어갔고, 안은 루이 12세와 재혼하였다. 안은 루이 12세와 결혼하여 두 딸을 두었고 장녀인 클로드는 발루아 가의 프랑수아와 결혼하였다. 1514년 안이 죽자 브르타뉴 공작의 지위는 딸인 클로드가 계승하였다. 루이 12세는 잉글랜드의 국왕 헨리 8세의 여동생인 메리 튜더와 재혼하였으나 결혼한 지 얼마 지나지 않아 후사 없이 사망하였고, 프랑스의 왕위는 클로드의 남편인 프랑수아에게 넘겨졌다. 프랑스의 프랑수아 1세가 된 그는 1532년 브르타뉴와 프랑스의 동군연합을 천명하였다. 프랑수아 1세는 브르타뉴에 대해 소금에 대한 세금의 면책 특혜를 제시하였는데, 당시 소금세는 프랑스 내에서 악평이 높은 세금이었다. 이후 앙시앵 레짐 시기 프랑스의 국왕은 브르타뉴 공국의 영주를 겸했지만, 브르타뉴는 독자적인 자치권을 지니고 있었다. 프랑스의 궁정 내에서 브르타뉴 귀족들은 프린스 에트랑제(Prince étranger, 외국의 귀족) 신분을 지녔다.
근세 프랑스 시기 브르타뉴는 프랑스 해양 무역로의 주요 거점이었다.

### 1789년 이후
1789년 프랑스 혁명의 결과 공국은 해체되고 브르타뉴는 다섯 개의 데파르트망으로 분리되었다. 또한 앙시앵 레짐 시기에 주어졌던 염세 면제 혜택 역시 철회되었다. 혁명 후 3년이 지나자 브르타뉴는 왕당파와 카톨릭 세력의 반혁명 거점이 되었다. 브르타뉴의 반혁명 활동은 18세기 말까지 간헐적으로 이어졌다.
19세기에 들어 브르타뉴는 무역 거점으로서의 지위를 잃게 되었고 많은 수의 주민들이 프랑스 내의 다른 레지옹으로 이주하였다.

## 인구

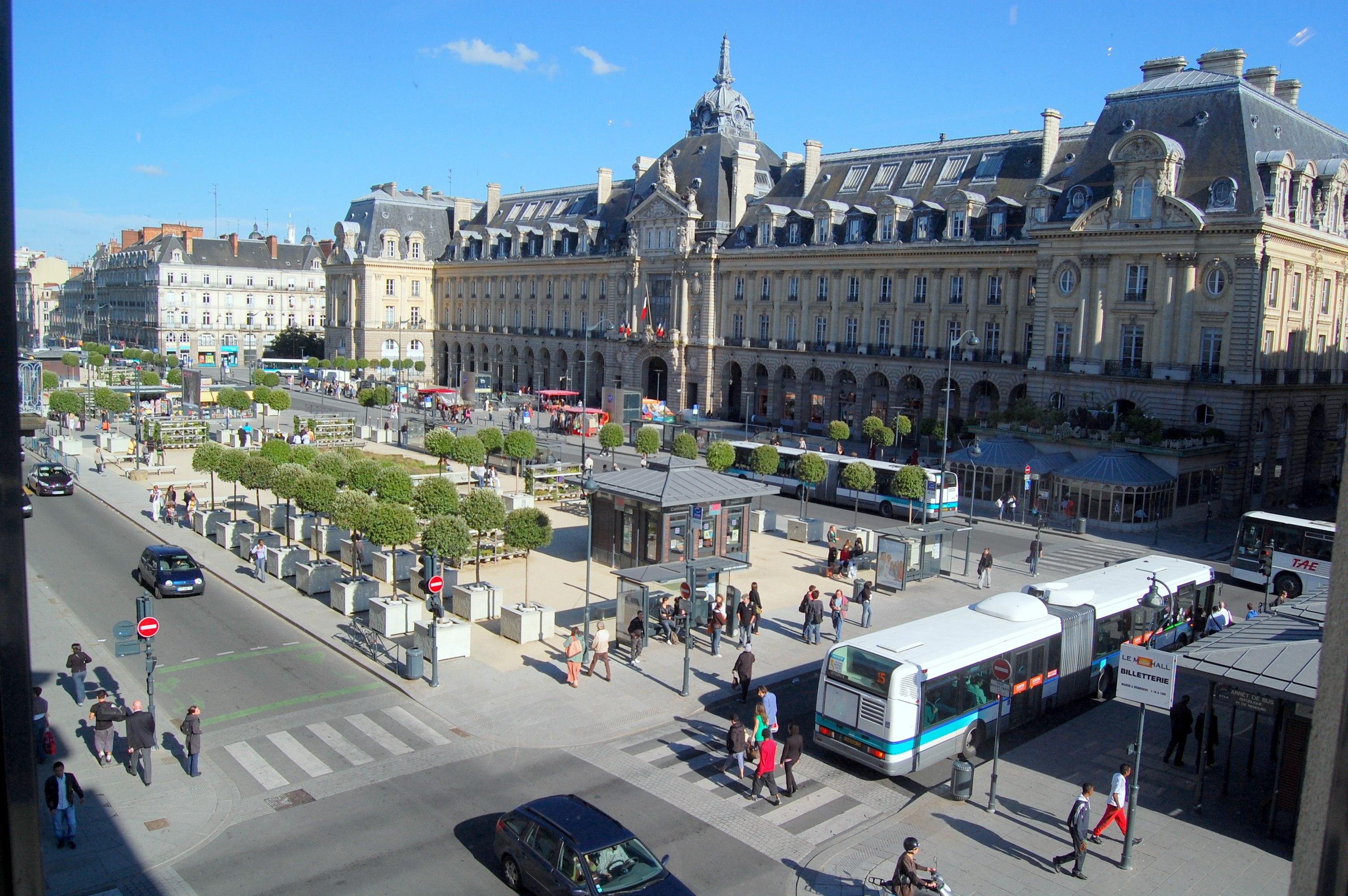
렌은 브르타뉴에서 가장 인구가 큰 도시이다.

2012년 조사를 기준으로 브르타뉴 전체의 인구는 319만 5,317명이다. 근대 이전에는 브르타뉴에 속하였던 루아르아틀랑티크주의 인구는 130만 3,103명으로, 이 둘을 합하여 전통적으로 브르타뉴로 불리는 지역의 인구는 총 4,552,918 명이 된다.
브르타뉴의 데파르트망 별 인구는 2008년 조사 당시 일에빌렌주 967,588 명, 모르비앙주 710,034 명, 피니스테르주 890,509 명, 코트다르모르주 581,570 명 이었다. 도시 별 인구로는 렌 206,655 명, 브레스트 142,097 명, 캥페르 63,929 명, 로리앙 58,148 명, 반 52,983 명, 생말로 48,211 명, 생브리외 45,879 명 등이다. 최근 진행된 도시화로 인구 집중 현상이 나타나고 있기는 하지만 브르타뉴의 대부분 지역은 적은 인구의 마을로 이루어져 있으며 도시들도 위에서 언급한 대도시들을 빼면 2만명 미만이다.
브르타뉴의 외국 출신 거주자가 전체 인구의 2% 정도로 영국, 포르투갈, 스페인 등지에서 온 사람들이고, 그 외에 옛 식민지였던 모로코, 알제리, 베트남, 코트디부아르, 세네갈 등지에서 온 사람들이 있으며 일부 터키 출신도 살고 있다.
브르타뉴 주민들은 그다지 분리주의를 지지하지는 않지만 문화적 정체성은 뚜렷한 편이다. 2008년 조사에서 브르타뉴 주민 가운데 50%는 자신을 프랑스인이자 브르타뉴인이라고 여겼고, 22.5%는 프랑스인 보다는 브르타뉴인의 정체성이 강하다고 여겼으며, 15.4%가 자신을 브르타뉴인이기 보다는 프랑스인이라 여겼다. 1.5%는 자신을 프랑스인이 아닌 브르타뉴인이라고 여겼고, 9.3%는 어느쪽도 속하지 않는다고 응답했다. 한편, 정치적으로는 51.9%가 브르타뉴가 좀더 정치 권력을 획득해야 한다고 생각했고, 31.1%는 현 상태면 족하다고 응답했으며, 단지 4.6%만이 분리 독립을 지지하였다. 모르겠다는 응답은 9.4%였다.
2012년 전통적인 브르타뉴에 속하는 5개 데파트르망을 대상으로 한 조사에서는 48%가 자신을 무엇보다 프랑스인이라고 여겼으며, 37%는 브르타뉴인, 10%는 유럽인이라고 응답하였다. 젊은층에서 자신이 무엇보다 브르타뉴인이라고 응답한 비율은 35.53%였지만 노년층에선 50% 가량이 자신이 프랑스인인 것이 우선이라고 대답했다. 브르타뉴인이라는 정체성이 강할수록 좌익 계열의 정당을 지지하는 성향을 보였다.

## 언어

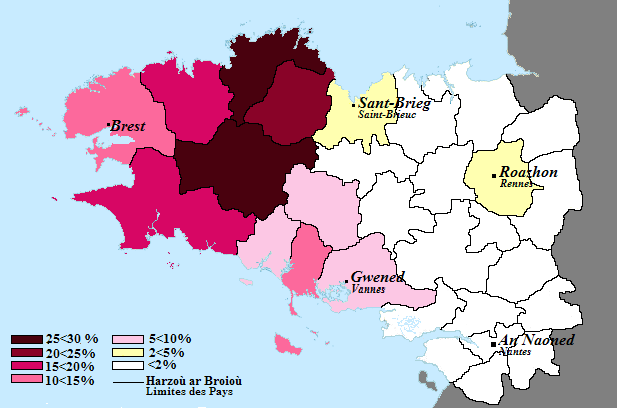
브르타뉴어 사용 인구 비율(2004년 조사)

프랑스의 유일한 공용어는 프랑스어이다. 브르타뉴 지역에서도 대다수 사람들이 일상 생활에서 프랑스어를 사용하며, 이들의 대부분은 프랑스어가 모어이다. 그러나 프랑스어가 널리 보급된 것은 19세기 이후의 일로, 그 이전엔 브르타뉴어와 갈로어 두 가지가 브르타뉴 반도의 지역어로 사용되었다. 이 두 언어는 같은 지역에서 사용되고 있지만 마치 스코틀랜드 게일어와 스코트어의 차이와 같이 서로 다른 어파에 속해있다. 브르타뉴어가 켈트어파에 속하는 것에 반해 갈로어는 오일어에 속한다. 2004년 브르타뉴 지방의회는 브르타뉴어와 갈로어 둘 모두를 지역의 공용어로 지정하였다.
19세기 이래 프랑스 중앙정부는 강력한 표준어 사용 정책을 시행하였고, 이때문에 브르타뉴어, 갈로어, 코르시카어, 프로방스어와 같은 지역어의 사용은 감소하였다. 프랑스 혁명이후 정치가들은 민족주의에 기대어 국가 정체성을 확고히 하고자 하였고, 프랑스 각지의 지역어는 이러한 통합의 방해물로 여겨졌다. 동화정책을 추진한 정치가들은 브르타뉴어를 미신적이고 야만적인 언어라고 폄훼하였고 20세기 초까지도 브르타뉴 공공건물엔 "침뱉기와 브르타뉴어 사용 금지"라는 팻말이 붙어있었다.
1950년 당시 백만명이 넘던 브르타뉴어 화자는 21세기 초 20만명까지 급감하였고, 그들 가운데 61%는 60세 이상의 노인이었다. 유네스코는 브르타뉴어를 소멸 위기 언어로 지정하였다. 이후 언어 되살리기 운동이 일어나 학교에서는 프랑스어와 함께 브르타뉴어를 가르치기 시작하였다. 2006년에서 2012년 사이 브르타뉴어 화자는 14,709 명이 증가하였다.
갈로어는 로망스어군에 속하는 오일어의 하위 그룹 언어로 브르타뉴 반도 내륙에서 주로 쓰이며 켈트어의 영향을 받았다. 켈트어파에 속하는 브르타뉴어와 달리 갈로어의 역사는 그리 길지 않으나 표준 프랑스어와의 유사성이 크기 때문에 중앙정부는 갈로어를 브르타뉴 내륙 지역의 중심 언어로 삼았다. 그러나 중앙정부는 갈로어 역시 일종의 하류층 방언으로 취급하였고 학교 교육은 학생들의 갈로어 사용을 품위가 떨어지는 일이라 여겼다. 근래의 언어 되살리기 운동에서도 갈로어는 홀대를 받고 있는데, 브르타뉴어 화자들과 달리 이들은 브르타뉴 인구 가운데 큰 비중을 차지하지 못하고 있는데다 브르타뉴 정체성과도 크게 부합되지 않는다고 여겨졌기 때문이다. 갈로어 화자는 20만명 정도로 알려져 있지만, 보다 엄밀한 조사에서는 28,300 명 정도로 집계하고 있다.

## 문화

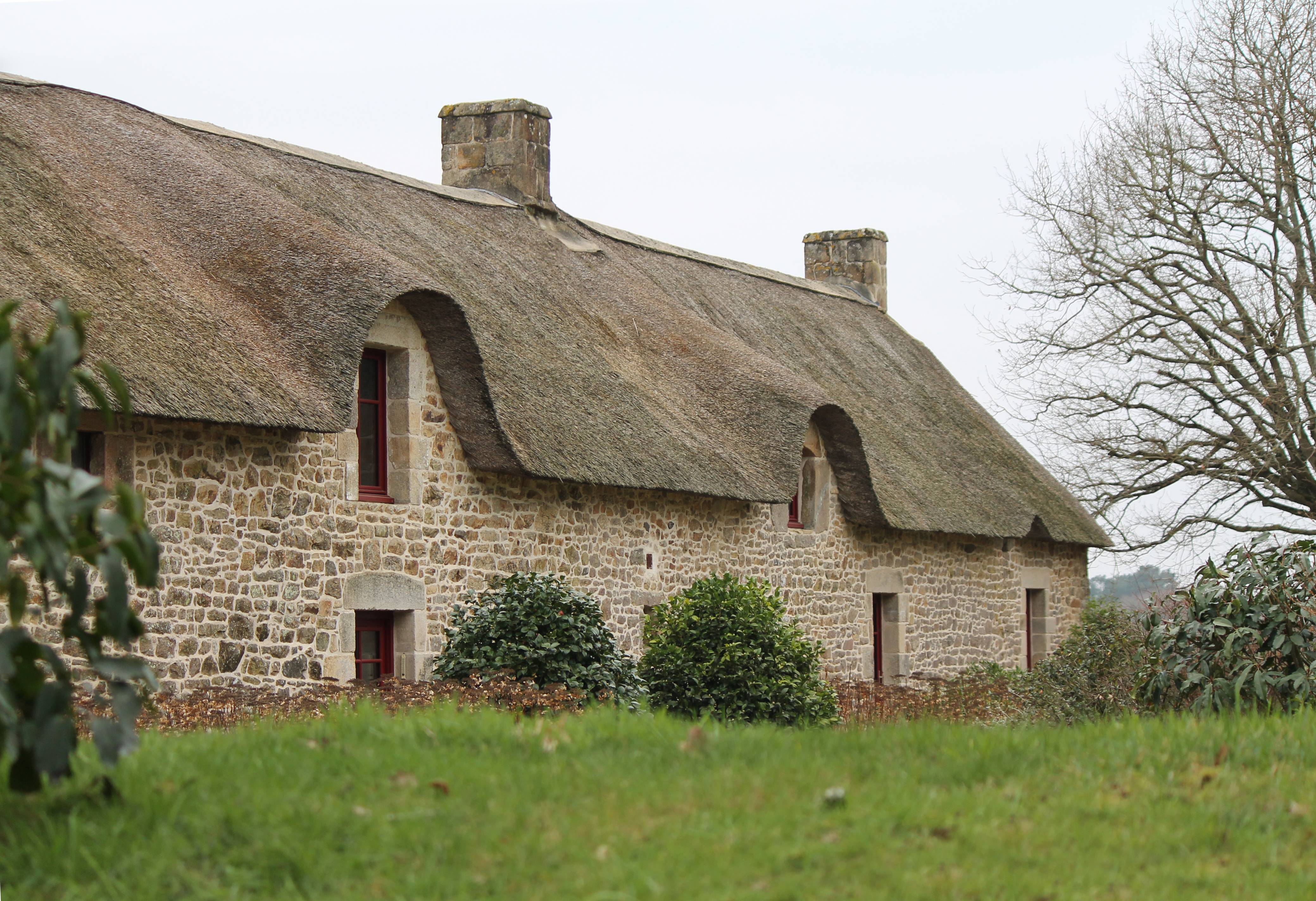
브르타뉴 전통 양식의 가옥

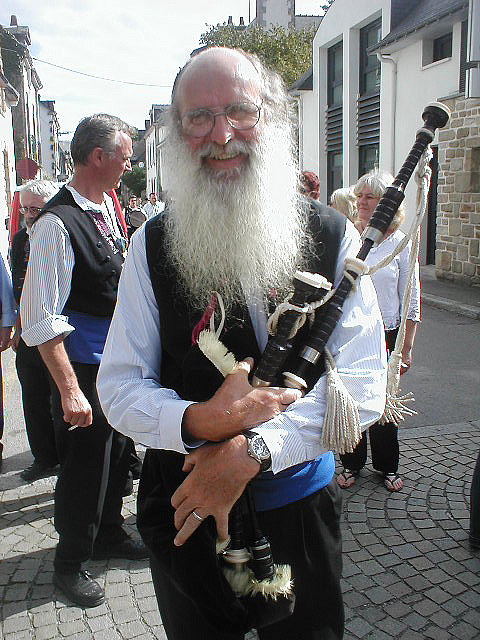
브르타뉴 백파이프 연주자

브르타뉴반도에는 선사 시대 거석 문화 유적이 많다. 고인돌을 뜻하는 dolmen 이나 선돌을 뜻하는 menhir와 같은 말은 브르타뉴어에서 비롯된 것이다. 카르나크 열석은 브르타뉴에 있는 거대한 거석 유적이다.
중세시대 건축물도 많이 남아있다. 로마네스크 양식이나 프랑스 고딕 양식으로 지어진 성당들은 주로 이 지역에서 나는 사암이나 화강암으로 지어졌다. 도시나 마을엔 중세시대의 성들이 남아있고, 게랑드, 콩카르뉴, 생말로, 푸제르, 반, 디낭과 같은 도시는 아직도 중세시대 성벽이 둘러싸고 있다.
1970년대에 이르러 브르타뉴의 전통 민요가 다시 조명되면서 각광을 받게 되었다. 백파이프, 켈트 하프와 같은 악기의 연주와 함께 노래하는 켈트 음악은 유럽의 근대 음악과는 다른 독특함이 묻어난다. 1999년 8월 브르타뉴의 로리앙에서 켈트 페스티벌이 열렸다.

## 같이 보기
- 브르타뉴